# Humo Tachkent
Le Humo Tachkent est un club de hockey sur glace de Tachkent en Ouzbékistan.

## Historique
Le club est créé en 2018 en prévision de la saison 2019 du récemment créé championnat ouzbek. Lors de cette campagne, le club termine premier de la saison régulière devant le HK Binokor Tachkent. Pavel Sedov, qui joue pour le Humo, est le meilleur pointeur de la saison régulière. L'équipe est cependant surprise par l'équipe ayant finie dernière, le Semurg Tachkent, au premier tour des séries.
Le 31 mai 2019, il est annoncé que le Humo fera son entrée dans la VHL russe la saison suivante,,. Son entrée est accompagnée de celle du Dinamo Tver, du Torpedo Gorki Nijni Novgorod et du Nomad Nour-Soultan. Le 12 juillet 2022, l'équipe annonce sur son site, qu'après deux ans d'inactivités liés à la covid, qu'elle intègre le championnat kazakh pour la saison 2022-2023.

## Anciens logos

Logo du Humo Tachkent alors que le club évoluait en championnat ouzbek.

## Saison par saison
| Ligue       | Saison    | PJ | V  | D  | N | DP | Rang | BP  | BC  | Séries,      |
| Ouzbékistan | 2019      | 12 | 7  | 4  | - | 1  | 1    | 51  | 40  | 1er tour     |
| VHL         | 2019-2020 | 54 | 28 | 19 | - | 7  | 15   | 138 | 133 | Interrompues |

### Capitaines
| Période     | Nom                   |
| ----------- | --------------------- |
| 2019        |                       |
| 2019-2020   | Aleksandr Chtcherbina |
| 2022-2023   | Igor Ignatouchkine    |
| Depuis 2023 | Ivan Fichtchenko      |

## Entraineurs
| Année       | Nom du joueur      |
| ----------- | ------------------ |
| 2019        |                    |
| Depuis 2019 | Ievgueni Popikhine |

## Directeur général
| Année       | Nom du joueur   |
| ----------- | --------------- |
| 2019        |                 |
| 2019-2020   | Normunds Sējējs |
| Depuis 2020 |                 |